# Брайс, Лиз Мэй
Элизабет Мэй Брайс (англ. Elizabeth May Brice; род. 8 сентября 1975, Редхилл, Суррей, Великобритания) — английская актриса.

## Биография и карьера
Обучалась в Кембриджском университете.
В 10 лет снималась в телевизионном фильме «Преодоление», где исполнила роль дочери героини Хелен Миррен. С конца 90-х активно снимается на телевидении, первую крупную роль сыграла в боевике «Крепость 2: Возвращение». В 2002 сыграла медика в экранизации компьютерной игры «Обитель зла». Архивные кадры с её персонажем появились в сиквеле, «Обитель зла: Возмездие». В 2014 озвучивала компьютерные игры Dark Souls II и Lego The Hobbit. В 2018 приняла участие в озвучивании ММОРПГ World of Warcraft: Battle for Azeroth.

## Фильмография
| Год       |    | Русское название          | Оригинальное название      | Роль                          |
| --------- | -- | ------------------------- | -------------------------- | ----------------------------- |
| 1985      | тф | Преодоление               | Coming Through             | Эльза Уикли                   |
| 1986      | тф | Самая плоха ведьма        | The Worst Witch            | Зоуи Чант-Уэстри              |
| 1999      | с  | Детектив Джек Фрост       | A Touch of Frost           | констебль Кларк               |
| 1999      | ф  | Крепость 2: Возвращение   | Fortress 2: Re-Entry       | Елена Ривера                  |
| 2000      | с  | Десятое королевство       | The 10th Kingdom           | Мэри Рэмли                    |
| 2000      | с  | Холби Сити                | Holby City                 | Мишелль Кэш                   |
| 2002      | ф  | Обитель зла               | Resident Evil              | медик спецназа                |
| 2003—2008 | с  | Чисто английское убийство | The Bill                   | агент Карен Лэйси             |
| 2004      | ф  | Чужой против Хищника      | AVP: Alien vs. Predator    | Селена                        |
| 2004—2005 | с  | Виртуозы                  | Hustle                     | детектив-сержант Терри Ходжес |
| 2005—2006 | с  | Плохие девочки            | Bad Girls                  | Пэт Керриган                  |
| 2007      | с  | Пип-шоу                   | Peep Show                  | Салли Слэйтер                 |
| 2008      | тф | Цвет волшебства           | The Colour of Magic        | Херрена                       |
| 2008      | с  | Тупик                     | Dead Set                   | Алекс Брайсон                 |
| 2009      | с  | Торчвуд                   | Torchwood                  | Джонсон                       |
| 2010      | с  | Катастрофа                | Casualty                   | Лин Маршалл                   |
| 2012      | ф  | Обитель зла: Возмездие    | Resident Evil: Retribution | медик спецназа                |
| 2012      | ф  | Твердые леденцы           | Hard Boiled Sweets         | Дженна                        |
| 2013      | с  | Жители Ист-Энда           | EastEnders                 | Тара                          |
| 2013      | с  | Отбросы                   | Misfits                    | Тина                          |
| 2014      | с  | Чёрное зеркало            | Black Mirror               | Гейнсборо                     |
| 2016      | с  | Бездельницы               | Drifters                   | Трейси                        |
| 2017      | ф  |                           | Amaryllis                  | Дженнифер                     |
| 2019      | с  | Сэндитон                  | Sanditon                   | миссис Хэррис                 |